# All-Star Game da NBA de 2025
O All-Star Game da NBA de 2025 foi um torneio de basquete eliminatório, com jogo único, realizado em 16 de fevereiro de 2025, durante a temporada de 2024-25 da National Basketball Association (NBA). Foi a 74ª edição do All-Star Game da NBA. O evento foi sediado pelo Golden State Warriors no Chase Center. Foi a quarta vez que os Warriors sediaram o jogo e a primeira desde 2000, quando o evento foi realizado no Oakland Arena em Oakland, Califórnia. Os Warriors também sediaram o jogo em 1960, como Philadelphia Warriors no Convention Hall em Filadélfia, e em 1967, como San Francisco Warriors no Cow Palace em Daly City. Esta foi a primeira vez que o evento foi realizado em São Francisco. O jogo foi televisionado nacionalmente pela TNT pelo 23º e último ano consecutivo, antes de retornar para a NBC (que transmitiu o jogo por 11 anos antes da TNT assumir a cobertura) na próxima temporada.
O evento consistiu em um torneio eliminatório de quatro times com duas semifinais e uma partida final, similar aos mais recentes All-Star Game da NHL e Rising Stars Challenge. Três times foram selecionados de um pool de vinte e quatro all-stars escolhidos pelos analistas Shaquille O'Neal, Kenny Smith e Charles Barkley, enquanto Candace Parker, também analista da TNT, gerenciou o time vencedor do Rising Stars (que utiliza um torneio de quatro times desde 2022). O OGs de Shaq derrotaram o Global Stars de Barkley para vencer o torneio. Stephen Curry foi nomeado o MVP do All-Star Game.

## Anúncio
O Chase Center em São Francisco foi anunciado como sede do All-Star Game em 6 de novembro de 2023, durante uma conferência de imprensa realizada pelo Golden State Warriors. Estiveram presentes no anúncio o comissário da NBA, Adam Silver, o Co-Presidente Executivo e CEO dos Warriors, Joe Lacob, o Co-Presidente Executivo dos Warriors, Peter Guber, o Presidente e Diretor de Operações dos Warriors, Brandon Schneider, e a prefeita de São Francisco, London Breed.

## Mudança de formato
Em 17 de dezembro de 2024, a NBA anunciou que o All-Star Game adotaria um formato de torneio com quatro equipes, similar ao formato usado pelo Rising Stars Challenges desde 2022. Cada equipe será composta por 8 jogadores, com os all-stars selecionados tradicionalmente sendo draftados para as três primeiras equipes pelos analistas da TNT, Shaquille O'Neal, Kenny Smith e Charles Barkley (que serão os gerentes gerais honorários de cada equipe, conhecidas respectivamente como Equipe Chuck, Equipe Shaq e Equipe Kenny). A quarta equipe no torneio será a vencedora do Rising Stars, com seu gerente geral honorário sendo Candace Parker (e, portanto, conhecida como Equipe Candace). Os treinadores principais de cada equipe serão escolhidos entre os treinadores das equipes com as melhores campanhas da temporada regular em cada conferência, baseados nos jogos disputados até 2 de fevereiro de 2025. O treinador principal da melhor equipe em cada conferência treinará uma das equipes, enquanto seu assistente treinará a outra equipe ou a vencedora do Rising Stars. O vencedor de cada jogo será a primeira equipe a marcar 40 pontos.

## All-Star Game

### Treinadores
Mark Daigneault, técnico do líder da Conferência Oeste, Oklahoma City Thunder, garantiu um lugar na comissão técnica em 19 de janeiro. Kenny Atkinson, técnico do líder da Conferência Leste, Cleveland Cavaliers, garantiu um lugar na comissão técnica em 23 de janeiro. Jordan Ott e Dave Bliss, assistentes técnicos dos Cavaliers e Thunder, respectivamente, preencheram os dois lugares restantes na comissão técnica.

### Elencos
Como nos anos anteriores, os elencos do All-Star Game foram selecionados através de um processo de votação. Os fãs poderiam votar pelo site da NBA e também através de suas contas do Google. Os titulares foram escolhidos pelos fãs, mídia e jogadores da NBA atuais. Os fãs representaram 50% do voto, enquanto os jogadores da NBA e a mídia cada um compunham 25% do voto. Os dois jogadores em cada conferência com mais votos foram nomeados capitães de equipe. Os técnicos principais da NBA votaram nos reservas para suas respectivas conferências, sem que nenhum deles pudesse ser jogador de seu próprio time.
Os titulares do All-Star Game foram anunciados em 23 de janeiro de 2025. Donovan Mitchell do Cleveland Cavaliers e Jalen Brunson do New York Knicks foram anunciados como os armadores titulares no Leste, ganhando sua sexta e segunda aparição como all-star, respectivamente. Giannis Antetokounmpo do Milwaukee Bucks e Jayson Tatum do Boston Celtics foram nomeados titulares como alas no Leste, ganhando sua nona e sexta aparição como all-star, respectivamente. Karl-Anthony Towns dos Knicks foi nomeado como pivô titular, sua quinta seleção.
No Oeste, Shai Gilgeous-Alexander do Oklahoma City Thunder e Stephen Curry do Golden State Warriors foram nomeados como armadores, ganhando sua terceira e décima primeira aparição como all-star, respectivamente. Como alas, Kevin Durant do Phoenix Suns e LeBron James do Los Angeles Lakers foram nomeados para sua 15ª e 21ª aparição como all-star, respectivamente. A 21ª seleção de James aumentou seu recorde com o maior número de seleções. Com sua seleção, James também se junta à curta lista de jogadores com 21 ou mais seleções para o All-Star, que inclui o jogador de hóquei Gordie Howe e os jogadores de Beisebol, Hank Aaron, Willie Mays e Stan Musial. Nikola Jokić do Denver Nuggets foi selecionado como pivô titular, ganhando sua sétima seleção.
Os reservas do All-Star Game foram anunciados em 30 de janeiro de 2025. Os reservas do Oeste incluíram Anthony Edwards do Minnesota Timberwolves, sua terceira seleção; Anthony Davis do Los Angeles Lakers (que foi trocado para o Dallas Mavericks em 2 de fevereiro), sua décima seleção; James Harden do Los Angeles Clippers, sua décima primeira seleção; Jaren Jackson Jr. do Memphis Grizzlies, sua segunda seleção; Alperen Şengün do Houston Rockets, sua primeira seleção; Jalen Williams do Oklahoma City Thunder, sua primeira seleção; e Victor Wembanyama do San Antonio Spurs, sua primeira seleção.
Os reservas do Leste incluíram Damian Lillard do Milwaukee Bucks, sua nona seleção; Darius Garland do Cleveland Cavaliers, sua segunda seleção; Jaylen Brown do Boston Celtics, sua quarta seleção; Cade Cunningham do Detroit Pistons, sua primeira seleção; Tyler Herro do Miami Heat, sua primeira seleção; Evan Mobley do Cleveland Cavaliers, sua primeira seleção; e Pascal Siakam do Indiana Pacers, sua terceira seleção.
- O itálico indica os jogadores mais votados por conferência

| Pos       | Jogador                   | Time                | No. de seleções |
| Titulares | Titulares                 | Titulares           | Titulares       |
| --------- | ------------------------- | ------------------- | --------------- |
| G         | Jalen Brunson             | New York Knicks     | 2               |
| G         | Donovan Mitchell          | Cleveland Cavaliers | 6               |
| F         | Jayson Tatum              | Boston Celtics      | 6               |
| F         | Giannis AntetokounmpoINJ1 | Milwaukee Bucks     | 9               |
| C         | Karl-Anthony Towns        | New York Knicks     | 5               |
| Reservas  |                           |                     |                 |
| F         | Jaylen Brown              | Boston Celtics      | 4               |
| G         | Cade Cunningham           | Detroit Pistons     | 1               |
| G         | Darius Garland            | Cleveland Cavaliers | 2               |
| G         | Tyler Herro               | Miami Heat          | 1               |
| G         | Damian Lillard            | Milwaukee Bucks     | 9               |
| F         | Evan Mobley               | Cleveland Cavaliers | 1               |
| F         | Pascal Siakam             | Indiana Pacers      | 3               |
| G         | Trae YoungREP1            | Atlanta Hawks       | 4               |

| Pos       | Jogador                 | Time                   | No. de seleções |
| Titulares | Titulares               | Titulares              | Titulares       |
| --------- | ----------------------- | ---------------------- | --------------- |
| G         | Shai Gilgeous-Alexander | Oklahoma City Thunder  | 3               |
| G         | Stephen Curry           | Golden State Warriors  | 11              |
| F         | LeBron JamesINJ3        | Los Angeles Lakers     | 21              |
| F         | Kevin Durant            | Phoenix Suns           | 15              |
| C         | Nikola Jokić            | Denver Nuggets         | 7               |
| Reservas  |                         |                        |                 |
| G         | Anthony EdwardsINJ4     | Minnesota Timberwolves | 3               |
| G         | James Harden            | Los Angeles Clippers   | 11              |
| F         | Jaren Jackson Jr.       | Memphis Grizzlies      | 2               |
| F         | Jalen Williams          | Oklahoma City Thunder  | 1               |
| C         | Anthony DavisINJ2       | Dallas MavericksNOTA1  | 10              |
| C         | Alperen Şengün          | Houston Rockets        | 1               |
| C         | Victor Wembanyama       | San Antonio Spurs      | 1               |
| G         | Kyrie IrvingREP2        | Dallas Mavericks       | 9               |

↑NOTA1  Depois de ser anunciado como All-Star, Anthony Davis foi negociado do Los Angeles Lakers para o Dallas Mavericks.
↑INJ1  Giannis Antetokounmpo não pôde jogar devido a uma lesão na perna.
↑REP1  Trae Young foi selecionado como substituto de Giannis Antetokounmpo.
↑INJ2  Anthony Davis não pôde jogar devido a uma lesão.
↑REP2  Kyrie Irving foi selecionado como substituto de Anthony Davis.
↑INJ3  LeBron James não pôde jogar devido a uma lesão no tornozelo.
↑INJ4  Anthony Edwards não pôde jogar devido a uma lesão na virilha.

### Draft
O draft do All-Star da NBA ocorreu em 6 de fevereiro de 2025.
| Escolha | Jogador                 | Time    |
| ------- | ----------------------- | ------- |
| 1       | LeBron James            | Shaq    |
| 2       | Anthony Edwards         | Kenny   |
| 3       | Nikola Jokić            | Charles |
| 4       | Giannis Antetokounmpo   | Charles |
| 5       | Stephen Curry           | Shaq    |
| 6       | Jalen Brunson           | Kenny   |
| 7       | Jaren Jackson Jr.       | Kenny   |
| 8       | Shai Gilgeous-Alexander | Charles |
| 9       | Anthony Davis           | Shaq    |
| 10      | Jayson Tatum            | Shaq    |
| 11      | Jalen Williams          | Kenny   |
| 12      | Victor Wembanyama       | Charles |
| 13      | Pascal Siakam           | Charles |
| 14      | Kevin Durant            | Shaq    |
| 15      | Darius Garland          | Kenny   |
| 16      | Evan Mobley             | Kenny   |
| 17      | Alperen Şengün          | Charles |
| 18      | Damian Lillard          | Shaq    |
| 19      | James Harden            | Shaq    |
| 20      | Cade Cunningham         | Kenny   |
| 21      | Karl-Anthony Towns      | Charles |
| 22      | Donovan Mitchell        | Charles |
| 23      | Jaylen Brown            | Shaq    |
| 24      | Tyler Herro             | Kenny   |

### Escalações
| Pos                                                | Jogador                 | Time                  |           |
| Titulares                                          | Titulares               | Titulares             | Titulares |
| -------------------------------------------------- | ----------------------- | --------------------- | --------- |
| F                                                  | Pascal Siakam           | Indiana Pacers        |           |
| C                                                  | Nikola Jokić            | Denver Nuggets        |           |
| C                                                  | Karl-Anthony Towns      | New York Knicks       |           |
| G                                                  | Shai Gilgeous-Alexander | Oklahoma City Thunder |           |
| G                                                  | Donovan Mitchell        | Cleveland Cavaliers   |           |
| Reservas                                           |                         |                       |           |
| C                                                  | Alperen Şengün          | Houston Rockets       |           |
| C                                                  | Victor Wembanyama       | San Antonio Spurs     |           |
| G                                                  | Trae Young              | Atlanta Hawks         |           |
| Treinador: Mark Daigneault (Oklahoma City Thunder) |                         |                       |           |

| Pos                                             | Jogador        | Time                  |           |
| Titulares                                       | Titulares      | Titulares             | Titulares |
| ----------------------------------------------- | -------------- | --------------------- | --------- |
| F                                               | Jayson Tatum   | Boston Celtics        |           |
| F                                               | Kevin Durant   | Phoenix Suns          |           |
| G                                               | Stephen Curry  | Golden State Warriors |           |
| G                                               | James Harden   | Los Angeles Clippers  |           |
| G                                               | Damian Lillard | Milwaukee Bucks       |           |
| Reservas                                        |                |                       |           |
| F                                               | Jaylen Brown   | Boston Celtics        |           |
| G                                               | Kyrie Irving   | Dallas Mavericks      |           |
| Treinador: Kenny Atkinson (Cleveland Cavaliers) |                |                       |           |

| Pos                                           | Jogador           | Time                  |           |
| Titulares                                     | Titulares         | Titulares             | Titulares |
| --------------------------------------------- | ----------------- | --------------------- | --------- |
| F                                             | Jaren Jackson Jr. | Memphis Grizzlies     |           |
| F                                             | Evan Mobley       | Cleveland Cavaliers   |           |
| F                                             | Jalen Williams    | Oklahoma City Thunder |           |
| G                                             | Jalen Brunson     | New York Knicks       |           |
| G                                             | Tyler Herro       | Miami Heat            |           |
| Reservas                                      |                   |                       |           |
| G                                             | Darius Garland    | Cleveland Cavaliers   |           |
| G                                             | Cade Cunningham   | Detroit Pistons       |           |
| Treinador: Dave Bliss (Oklahoma City Thunder) |                   |                       |           |

| Pos                                         | Jogador              | Time                  |           |
| Titulares                                   | Titulares            | Titulares             | Titulares |
| ------------------------------------------- | -------------------- | --------------------- | --------- |
| G                                           | Stephon Castle       | San Antonio Spurs     |           |
| F                                           | Zach Edey            | Memphis Grizzlies     |           |
| G                                           | Keyonte George       | Utah Jazz             |           |
| G                                           | Dalton Knecht        | Los Angeles Lakers    |           |
| G                                           | Jaylen Wells         | Memphis Grizzlies     |           |
| Reservas                                    |                      |                       |           |
| F                                           | Ryan Dunn            | Phoenix Suns          |           |
| F                                           | Trayce Jackson-Davis | Golden State Warriors |           |
| G                                           | Amen Thompson        | Houston Rockets       |           |
| Treinador: Jordan Ott (Cleveland Cavaliers) |                      |                       |           |

*Equipe Chris, vencedores do Rising Stars Challenge.

### Jogos
Shaq's OGs venceram o mini-torneio com uma vitória de 41-25 sobre as Chuck's Global Stars. Curry marcou 12 pontos pelos OGs, incluindo três em um arremesso de meia-quadra, e foi nomeado o MVP do All-Star Game. James (dor no tornozelo) e Edwards (virilha dolorida) perderam o torneio devido a lesões de última hora. A sequência de participações consecutivas como titular de James no All-Star Game terminou em 20.

#### Semi-Finais
| 16 de Fevereiro de 2025 |                                                                              | Young Stars 32, Global Stars 41 | Young Stars 32, Global Stars 41                             | Young Stars 32, Global Stars 41 |  |  |  |
| 16 de Fevereiro de 2025 | Pts: Mobley, Garland e Herro 6 Rbts: Jackson Jr. 2 Asts: Brunson e Garland 3 |                                 | Pts: Gilgeous-Alexander 12 Rbts: Wembanyama 4 Asts: Young 5 |                                 |  |  |  |

| 16 de Fevereiro de 2025 |                                                        | Rising Stars 35, OGs 42 | Rising Stars 35, OGs 42                     | Rising Stars 35, OGs 42 |  |  |  |
| 16 de Fevereiro de 2025 | Pts: Dunn e Knecht 8 Rbts: Thompson 3 Asts: Thompson 4 |                         | Pts: Lillard 9 Rbts: Curry 6 Asts: Durant 3 |                         |  |  |  |

#### Finais
| 16 de Fevereiro de 2025 |                                            | OGs 41, Global Stars 25 | OGs 41, Global Stars 25                                                      | OGs 41, Global Stars 25 |  |  |  |
| 16 de Fevereiro de 2025 | Pts: Tatum 15 Rbts: Curry 4 Asts: Harden 4 |                         | Pts: Wembanyama 11 Rbts: Jokić and Towns 4 Asts: Jokić, Mitchell and Young 2 |                         |  |  |  |

## All-Star Weekend

### Jogo das celebridades
O Jogo das Celebridades de 2025 foi realizado na sexta-feira, 14 de fevereiro de 2025, na Oakland Arena em Oakland, Califórnia, com a lenda da NFL, Jerry Rice, e a lenda da MLB, Barry Bonds, servindo como treinadores honorários. As regras do "Crunch Time" (cada time recebendo a habilidade de ativar dois minutos de pontos duplos) e da linha de quatro pontos retornaram.
| 14 de Fevereiro de 2025 7:00 pm ET |                                                                                    | Team Bonds 66, Team Rice 55 | Team Bonds 66, Team Rice 55                              | Team Bonds 66, Team Rice 55 |  | Oakland Arena, Oakland, California | ESPN |
| 14 de Fevereiro de 2025 7:00 pm ET | Placar por quarto: 10–10, 21–15, 16–10, 19–20                                      |                             |                                                          |                             |  | Oakland Arena, Oakland, California | ESPN |
| 14 de Fevereiro de 2025 7:00 pm ET | Pts: Rome Flynn 22 Rbts: Flynn, Baron Davis, Tucker Halpern 8 Asts: Flynn, Davis 5 |                             | Pts: Terrell Owens 18 Rbts: Owens 6 Asts: Walker Hayes 4 |                             |  | Oakland Arena, Oakland, California | ESPN |

| Jogador                                    | Profissão                       |
| ------------------------------------------ | ------------------------------- |
| Kai Cenat (2)                              | streamer, YouTuber e influencer |
| Baron Davis (2)                            | Ex-Jogador da NBA               |
| Rome Flynn                                 | Ator                            |
| Rickea Jackson                             | Jogadora da WNBA                |
| Mickey Guyton                              | Cantor                          |
| Tucker Halpern                             | Músico                          |
| Noah Kahan                                 | Cantor                          |
| Danny Ramirez                              | Ator                            |
| Masai Russell                              | Atleta olimpico                 |
| Pablo Schreiber                            | Ator                            |
| Dylan Wang (2)                             | Ator                            |
| Treinador: Barry Bonds (Ex-Jogador da MLB) |                                 |
| Assistante: 2 Chainz (rapper)              |                                 |

| Jogador                                   | Profissão                     |
| ----------------------------------------- | ----------------------------- |
| Matt Barnes                               | Ex-Jogador da NBA             |
| Bayley                                    | Wrestler                      |
| Chris Brickley                            | Treinador                     |
| AP Dhillon                                | Cantor                        |
| Druski                                    | Comediante, ator e influencer |
| Walker Hayes (2)                          | Cantor                        |
| Shelby McEwen                             | Atleta olimpico               |
| Terrell Owens (4)                         | Ex-Jogador da NFL             |
| Shaboozey                                 | Cantor                        |
| Oliver Stark                              | Ator                          |
| Kayla Thornton                            | Jogadora da WNBA              |
| Treinador: Jerry Rice (Ex-Jogador da NFL) |                               |
| Assistante: Khaby Lame (YouTuber)         |                               |

### Desafio das estrelas em ascensão
| Pos.                              | Jogador              | Time                  | Ano          |
| --------------------------------- | -------------------- | --------------------- | ------------ |
| G                                 | Stephon Castle       | San Antonio Spurs     | Novato       |
| F                                 | Ryan Dunn            | Phoenix Suns          | Novato       |
| F                                 | Zach Edey            | Memphis Grizzlies     | Novato       |
| G                                 | Keyonte George       | Utah Jazz             | Segundanista |
| F                                 | Trayce Jackson-Davis | Golden State Warriors | Segundanista |
| G                                 | Dalton Knecht        | Los Angeles Lakers    | Novato       |
| G                                 | Jaylen Wells         | Memphis Grizzlies     | Novato       |
| Treinador honorário: Chris Mullin |                      |                       |              |

| Pos.                              | Jogador            | Time                  | Ano          |
| --------------------------------- | ------------------ | --------------------- | ------------ |
| G                                 | Anthony Black      | Orlando Magic         | Segundanista |
| F                                 | Tristan da Silva   | Orlando Magic         | Novato       |
| G                                 | Gradey Dick        | Toronto Raptors       | Segundanista |
| F                                 | Jaime Jaquez Jr.   | Miami Heat            | Segundanista |
| F                                 | Zaccharie Risacher | Atlanta Hawks         | Novato       |
| F                                 | Alex Sarr          | Washington Wizards    | Novato       |
| G                                 | Brandin Podziemski | Golden State Warriors | Segundanista |
| Treinador honorário: Tim Hardaway |                    |                       |              |

| Pos.                                | Jogador         | Time                   | Ano          |
| ----------------------------------- | --------------- | ---------------------- | ------------ |
| F                                   | Matas Buzelis   | Chicago Bulls          | Novato       |
| F                                   | Toumani Camara  | Portland Trail Blazers | Segundanista |
| G                                   | Bub Carrington  | Washington Wizards     | Novato       |
| G                                   | Bilal Coulibaly | Washington Wizards     | Segundanista |
| G                                   | Scoot Henderson | Portland Trail Blazers | Segundanista |
| G                                   | Amen Thompson   | Houston Rockets        | Segundanista |
| F                                   | Ausar Thompson  | Detroit Pistons        | Segundanista |
| Treinador honorário: Mitch Richmond |                 |                        |              |

| Pos.                            | Jogador        | Time                     | Ano      |
| ------------------------------- | -------------- | ------------------------ | -------- |
| G                               | JD Davison     | Maine Celtics            | G League |
| G                               | Mac McClung    | Osceola Magic            | G League |
| F                               | Bryce McGowens | Rip City Remix           | G League |
| F                               | Leonard Miller | Iowa Wolves              | G League |
| G                               | Dink Pate      | Mexico City Capitanes    | G League |
| G                               | Reed Sheppard  | Rio Grande Valley Vipers | G League |
| G                               | Pat Spencer    | Santa Cruz Warriors      | G League |
| Treinador honorário: Jeremy Lin |                |                          |          |

### Desafio de habilidades
| Pos. | Jogador          | Equipe              |
| ---- | ---------------- | ------------------- |
| G    | Donovan Mitchell | Cleveland Cavaliers |
| F    | Evan Mobley      | Cleveland Cavaliers |

| Pos. | Jogador            | Equipe             |
| ---- | ------------------ | ------------------ |
| F    | Zaccharie Risacher | Atlanta Hawks      |
| C    | Alex Sarr          | Washington Wizards |

| Pos. | Jogador           | Equipe            |
| ---- | ----------------- | ----------------- |
| G    | Chris Paul        | San Antonio Spurs |
| C    | Victor Wembanyama | San Antonio Spurs |

| Pos. | Jogador        | Equipe                |
| ---- | -------------- | --------------------- |
| F    | Draymond Green | Golden State Warriors |
| G    | Moses Moody    | Golden State Warriors |

### Torneio de três pontos[25]
| Pos. | Jogador         | Time                  | Primeira rodada | Rodada final    |
| ---- | --------------- | --------------------- | --------------- | --------------- |
| G    | Tyler Herro     | Miami Heat            | 19              | 24              |
| G    | Buddy Hield     | Golden State Warriors | 31              | 23              |
| G    | Darius Garland  | Cleveland Cavaliers   | 24              | 19              |
| G    | Jalen Brunson   | New York Knicks       | 18              | Não classificou |
| G    | Damian Lillard  | Milwaukee Bucks       | 18              | Não classificou |
| G    | Cade Cunningham | Detroit Pistons       | 16              | Não classificou |
| F    | Cameron Johnson | Brooklyn Nets         | 14              | Não classificou |
| G    | Norman Powell   | Los Angeles Clippers  | 14              | Não classificou |

### Torneio de enterradas[26]
| Pos. | Jogador           | Time              | Primeira rodada | Rodada final    |
| ---- | ----------------- | ----------------- | --------------- | --------------- |
| G    | Mac McClung       | Orlando Magic     | 100 (50+50)     | 100 (50+50)     |
| G    | Stephon Castle    | San Antonio Spurs | 95 (47.2+47.8)  | 99.6 (49.6+50)  |
| G    | Andre Jackson Jr. | Milwaukee Bucks   | 88.8 (43.8+45)  | Não classificou |
| F    | Matas Buzelis     | Chicago Bulls     | 87.4 (40+47.4)  | Não classificou |

## Entretenimento
O hino nacional canadense foi cantado pela cantora pop Alessia Cara . O hino nacional americano foi cantado pelo bombeiro de Los Angeles Dennis R. Rodriguez. DJ Cassidy, E-40, Too Short, Saweetie e En Vogue se apresentaram durante o show do intervalo.

## Links externos
- Fim de semana do NBA All-Star de 2025